# Séverine Auffret
Pour les articles homonymes, voir Auffret.
 (novembre 2017).
Séverine Auffret est une écrivaine française et professeure agrégée de philosophie.
Intervenante à l'Université populaire de Caen depuis sa fondation par Michel Onfray en 2002, elle a animé le séminaire « Idées féministes » pendant 5 ans. Depuis, elle propose des rencontres avec des personnalités du monde artistique et littéraire.
Séverine Auffret a procuré des éditions modernes, avec introduction et notes, de la féministe du XVIIe siècle Gabrielle Suchon. Elle s'intéresse aussi à la civilisation arabe et a publié Le Philosophe autodidacte de Ibn Tufayl, dit Abubacer, 
philosophe et médecin andalou du XIIe siècle.
Elle a obtenu le prix Simone Veil « Coup de cœur du Jury » pour son livre Une histoire du féminisme de l'Antiquité grecque à nos jours, le 24 mai 2018.

## Œuvres
- Une histoire du féminisme de l'antiquité grecque à nos jours, Éditions de l'Observatoire, 2018.  (ISBN 9791032901113)
- Le bon plaisir du sexe : Pour une histoire des idées féministes, Editions Labor, 2017.
- Sapphô et compagnie. Pour une histoire des idées féministes, Labor, 2006.  (ISBN 9782804023775)
- Des blessures et des jeux, Actes Sud, 2003.  (ISBN 9782742741298)
- Aspects du paradis, Arléa, 2001.
- Traduction en français moderne et postface du Discours de la servitude volontaire d'Étienne de La Boétie, Paris, Mille et une nuits, octobre 1995,  (ISBN 978-2-91023-394-5).
- Mélanippe la philosophe, Des Femmes, 1988.
- Nous, Clytemnestre. Du tragique et des masques, Des Femmes, 1984 (prix Marcelle Blum de l'Académie des sciences morales et politiques).
- Des couteaux contre des femmes. De l'excision, Des Femmes, 1983.